# Franciszek Kleeberg
Franciszek Kleeberg (Tarnopol, 1 februari 1888 - nabij Dresden, 5 april 1941) was een Poolse generaal. Hij deed dienst in het leger van Oostenrijk-Hongarije vooraleer dienst te doen bij de Poolse Legioenen in de Eerste Wereldoorlog en later in het Poolse Leger. Ten tijde van de Duitse invasie van Polen, ook wel bekend als de Poolse Veldtocht was hij bevelhebber van de Poolse Onafhankelijke Operationele Groep. Hij verloor nooit een veldslag tijdens de invasie maar zag zich genoodzaakt de strijd te staken door gebrek aan munitie.
Hij werd gevangengenomen en opgesloten in Oflag IV-B Koenigstein. Hij overleed in een hospitaal in Dresden op 5 april 1941 en werd daar begraven.
In 1969 werden zijn overblijfselen opgegraven en overgebracht naar Polen waar hij in Kock werd herbegraven naast de gevallen soldaten van de Poolse Onafhankelijke Operationele Groep.

## Militaire loopbaan
|  | Podporucznik, Poolse strijdkrachten: augustus 1908               |
|  | Porucznik, Poolse strijdkrachten: mei 1913                       |
|  | Rotmistrz, Poolse strijdkrachten: november 1915                  |
|  | Major, Poolse strijdkrachten: augustus 1917                      |
|  | Podpułkownik, Poolse strijdkrachten: december 1918               |
|  | Pułkownik, Poolse strijdkrachten: april 1920                     |
|  | Generał Brygady, Poolse strijdkrachten: 1 januari 1928           |
|  | Generał Dywizji, Poolse strijdkrachten: 1 januari 1943 (Postuum) |

## Decoraties
- Krzyż Komandorski Order Virtuti Militari
- Krzyż Kawalerski Order Virtuti Militari
- Krzyż Złoty Order Virtuti Militari
- Krzyż Srebrny Order Virtuti Militari
- Krzyż Wielki Order Odrodzenia Polski op 4 oktober 2009 (Postuum)
- Krzyż KomandorskiOrder Odrodzenia Polski
- Krzyż Oficerski Order Odrodzenia Polski
- Komandor Legia Honorowa
- Kawaler Legia Honorowa in 1921
- Signum Laudis
- Order Zabójcy Niedźwiedzia, Derde Klasse
- Krzyż Walecznych
- Krzyż Żelazny, Tweede Klasse
- Krzyż Zasługi